# Kisei 2019
Il Kisei 2019 è stata la 43ª edizione del torneo goistico giapponese Kisei. 

## Fase preliminare
- W indica vittoria col bianco
- B indica vittoria col nero
- X indica la sconfitta
- +R indica che la partita si è conclusa per abbandono
- +N indica lo scarto dei punti a fine partita

### Lega C
La Lega C comprendeva 32 giocatori che si sono affrontati in cinque turni di gioco. Il vincitore è stato Ryuhei Onishi che si è qualificato per gli ottavi di finale del torneo degli sfidanti ed è stato promosso alla Lega B dell'edizione successiva. Anche Wu Boyi, Rei Terayama, Han Zenki, Toshimasa Adachi e Sakiya Numadate hanno ottenuto la promozione alla Lega B.

### Lega B-1
| Giocatore         | R.S.  | S.Y.  | J.A.  | R.K. | K.Y. | K.M.  | K.T.  | A.T.  | Risultato | Note                                                |
| ----------------- | ----- | ----- | ----- | ---- | ---- | ----- | ----- | ----- | --------- | --------------------------------------------------- |
| Ryu Shikun        | –     | B+8,5 | X     | X    | X    | X     | X     | X     | 1-6       | Retrocesso alla Lega C del Kisei 2020               |
| Satoshi Yuki      | X     | –     | X     | X    | B+R  | X     | B+R   | X     | 2-5       | Retrocesso alla Lega C del Kisei 2020               |
| Jiro Akiyama      | B+0,5 | W+R   | –     | X    | W+R  | X     | W+R   | B+0,5 | 5-2       | Qualificato al playoff per il torneo degli sfidanti |
| Rin Kanketsu      | W+5,5 | B+R   | W+2,5 | –    | B+R  | X     | B+R   | X     | 5-2       | Promosso alla Lega A del Kisei 2021                 |
| Kimio Yamada      | B+0,5 | X     | X     | X    | –    | B+1,5 | W+3,5 | B+R   | 4-3       | Qualificato alla Lega B del Kisei 2020              |
| Katsuya Motoki    | W+R   | B+R   | W+3,5 | B+R  | X    | –     | B+R   | X     | 5-2       | Qualificato alla Lega B del Kisei 2020              |
| Kazushi Tsuruta   | B+2,5 | X     | X     | X    | X    | X     | –     | X     | 1-6       | Retrocesso alla Lega C del Kisei 2020               |
| Atsushi Tsuruyama | W+6,5 | B+R   | X     | B+R  | X    | B+R   | W+R   | –     | 5-2       | Qualificato alla Lega B del Kisei 2020              |

### Lega B-2
| Giocatore         | N.H.   | H.Y. | O.M.  | S.T. | C.R.  | T.I.  | Y.K.  | A.I.  | Risultato | Note                                                |
| ----------------- | ------ | ---- | ----- | ---- | ----- | ----- | ----- | ----- | --------- | --------------------------------------------------- |
| Naoki Hane        | –      | X    | X     | X    | W+R   | W+R   | B+1,5 | W+R   | 4-3       | Qualificato alla Lega B del Kisei 2020              |
| Hiroshi Yamashiro | B+12,5 | –    | W+R   | X    | W+3,5 | B+R   | W+R   | B+R   | 6-1       | Promosso alla Lega A del Kisei 2021                 |
| O Meien           | W+0,5  | X    | –     | X    | B+R   | W+R   | X     | W+R   | 4-3       | Qualificato alla Lega B del Kisei 2020              |
| Toramaru Shibano  | B+R    | W+R  | B+R   | –    | W+R   | B+R   | W+2,5 | B+R   | 7-0       | Qualificato al playoff per il torneo degli sfidanti |
| Cho Riyu          | X      | X    | X     | X    | –     | W+R   | X     | W+4,5 | 2-5       | Retrocesso alla Lega C del Kisei 2020               |
| Toshiya Imamura   | X      | X    | X     | X    | X     | –     | X     | B+3,5 | 1-6       | Retrocesso alla Lega C del Kisei 2020               |
| Yoshihiro Koike   | X      | X    | W+4,5 | X    | W+R   | B+2,5 | –     | W+7,5 | 4-3       | Qualificato alla Lega B del Kisei 2020              |
| Atsushi Ishida    | X      | X    | X     | X    | X     | X     | X     | –     | 0-7       | Retrocesso alla Lega C del Kisei 2020               |

### Lega A
| Giocatore        | D.M. | S.Y. | C.C. | N.Y.  | Y.Z.  | T.S.  | S.K. | K.I. | Risultato | Note                                                      |
| ---------------- | ---- | ---- | ---- | ----- | ----- | ----- | ---- | ---- | --------- | --------------------------------------------------------- |
| Daisuke Murakawa | –    | X    | B+R  | X     | B+R   | W+R   | B+R  | W+R  | 5-2       | Qualificato ai quarti di finale del torneo degli sfidanti |
| So Yokoku        | B+R  | –    | W+R  | X     | X     | B+1,5 | W+R  | B+R  | 5-2       | Promosso alla Lega S del Kisei 2020                       |
| Cho Chikun       | X    | X    | –    | X     | X     | X     | B+R  | W+R  | 2-5       | Retrocesso alla Lega B del Kisei 2020                     |
| Norimoto Yoda    | B+R  | W+R  | B+R  | –     | X     | X     | X    | X    | 3-4       | Retrocesso alla Lega B del Kisei 2020                     |
| Yu Zhengqi       | X    | B+R  | W+R  | B+4,5 | –     | X     | B+R  | W+R  | 5-2       | Qualificato alla Lega A del Kisei 2020                    |
| Tatsuya Shida    | X    | X    | B+R  | W+0,5 | B+1,5 | –     | W+R  | B+R  | 5-2       | Qualificato alla Lega A del Kisei 2020                    |
| Satoru Kobayashi | X    | X    | X    | B+R   | X     | X     | –    | X    | 1-6       | Retrocesso alla Lega B del Kisei 2020                     |
| Ko Iso           | X    | X    | X    | W+R   | X     | X     | B+R  | –    | 2-5       | Retrocesso alla Lega B del Kisei 2020                     |

### Lega S
| Giocatore       | R.I. | K.Y.  | C.U.  | R.K. | S.T. | K.K. | Risultato | Note                                                  |
| --------------- | ---- | ----- | ----- | ---- | ---- | ---- | --------- | ----------------------------------------------------- |
| Ryo Ichiriki    | –    | X     | B+R   | X    | X    | W+R  | 2-3       | Retrocesso alla Lega A del Kisei 2020                 |
| Keigo Yamashita | B+R  | –     | W+R   | B+R  | X    | B+R  | 4-1       | Qualificato alla finale del torneo degli sfidanti     |
| Cho U           | X    | X     | –     | X    | X    | X    | 0-5       | Retrocesso alla Lega A del Kisei 2020                 |
| Rin Kono        | B+R  | X     | B+1,5 | –    | W+R  | X    | 3-2       | Qualificato alla semifinale del torneo degli sfidanti |
| Shinji Takao    | W+R  | B+0,5 | W+0,5 | X    | –    | X    | 3-2       | Qualificato alla Lega S del Kisei 2020                |
| Kagen Kyo       | X    | X     | B+R   | W+R  | B+R  | –    | 3-2       | Qualificato alla Lega S del Kisei 2020                |

## Fase finale

### Playoff Lega B1 e B2
I due vincitori dei gruppi B1 e B2 si sono sfidati il 17 settembre 2018. 

### Torneo degli sfidanti
- Ryuhei Onishi ha ottenuto la qualificazione agli ottavi di finale in quanto vincitore della Lega C
- Toramaru Shibano ha ottenuto la qualificazione agli ottavi di finale in quanto vincitore dello spareggio tra i primi classificati della Lega B1 e B2 contro Jiro Akiyama.
- Daisuke Murakawa ha ottenuto la qualificazione diretta ai quarti di finale in quanto vincitore della Lega A
- Rin Kono ha ottenuto la qualificazione diretta alle semifinali in quanto secondo classificato della Lega S
- Keigo Yamashita ha ottenuto la qualificazione diretta alla finale in quanto vincitore della Lega S

|  | Primo turno      | Primo turno      | Primo turno |  |  | Secondo turno    | Secondo turno    | Secondo turno   |   |               | Semifinali    | Semifinali | Semifinali |  |  | Finale | Finale | Finale |
|  |                  |                  |             |  |  |                  |                  |                 |   |               |               |            |            |  |  |        |        |        |
|  | Ryuhei Onishi    | Ryuhei Onishi    | 1           |  |  |                  |                  |                 |   |               |               |            |            |  |  |        |        |        |
|  | Toramaru Shibano | Toramaru Shibano | 0           |  |  | Ryuhei Onishi    | Ryuhei Onishi    | 1               |   |               |               |            |            |  |  |        |        |        |
|  |                  |                  |             |  |  | Daisuke Murakawa | Daisuke Murakawa | 0               |   |               |               |            |            |  |  |        |        |        |
|  |                  |                  |             |  |  |                  |                  |                 |   | Ryuhei Onishi | Ryuhei Onishi | 0          |            |  |  |        |        |        |
|  |                  |                  |             |  |  |                  | Rin Kono         | Rin Kono        | 1 |               |               |            |            |  |  |        |        |        |
|  |                  |                  |             |  |  |                  |                  |                 |   |               |               |            |            |  |  |        |        |        |
|  |                  |                  |             |  |  |                  |                  |                 |   |               |               |            |            |  |  |        |        |        |
|  |                  |                  |             |  |  |                  |                  |                 |   |               | Rin Kono      | Rin Kono   | 0          |  |  |        |        |        |
|  |                  |                  |             |  |  |                  | Keigo Yamashita  | Keigo Yamashita | 1 |               |               |            |            |  |  |        |        |        |
|  |                  |                  |             |  |  |                  |                  |                 |   |               |               |            |            |  |  |        |        |        |
|  |                  |                  |             |  |  |                  |                  |                 |   |               |               |            |            |  |  |        |        |        |
|  |                  |                  |             |  |  |                  |                  |                 |   |               |               |            |            |  |  |        |        |        |
|  |                  |                  |             |  |  |                  |                  |                 |   |               |               |            |            |  |  |        |        |        |
|  |                  |                  |             |  |  |                  |                  |                 |   |               |               |            |            |  |  |        |        |        |
|  |                  |                  |             |  |  |                  |                  |                 |   |               |               |            |            |  |  |        |        |        |
|  |                  |                  |             |  |  |                  |                  |                 |   |               |               |            |            |  |  |        |        |        |

## Finale
La finale è stata una sfida al meglio delle sette partite, iniziata il 10 gennaio 2019 e conclusasi il 15 marzo. 